# Tanzánia az 1972. évi nyári olimpiai játékokon
Tanzánia az NSZK-beli Münchenben megrendezett 1972. évi nyári olimpiai játékok egyik részt vevő nemzete volt. Az országot az olimpián 2 sportágban 15 sportoló képviselte, akik érmet nem szereztek.

## Atlétika
Férfi
| Versenyző                                             | Versenyszám     | Előfutam | Előfutam | Előfutam | Negyeddöntő | Negyeddöntő | Negyeddöntő | Elődöntő | Elődöntő | Elődöntő | Döntő         | Döntő         |
| Versenyző                                             | Versenyszám     | Idő      | Hely.    | Össz.    | Idő         | Hely.       | Össz.       | Idő      | Hely.    | Össz.    | Idő           | Helyezés      |
| ----------------------------------------------------- | --------------- | -------- | -------- | -------- | ----------- | ----------- | ----------- | -------- | -------- | -------- | ------------- | ------------- |
| Norman Chihota                                        | 100 m           | 10,79    | 5.       | 57.*     | kiesett     | kiesett     | kiesett     | kiesett  | kiesett  | kiesett  | kiesett       | kiesett       |
| Hamad Ndee                                            | 200 m           | 21,74    | 7.       | 44.      | kiesett     | kiesett     | kiesett     | kiesett  | kiesett  | kiesett  | kiesett       | kiesett       |
| Claver Kamanya                                        | 400 m           | 46,18    | 3.       | 14.      | 46,55       | 4.          | 21.         | kiesett  | kiesett  | kiesett  | kiesett       | kiesett       |
| Filbert Bayi                                          | 1500 m          | 3:45,4   | 6.       | 46.      |             |             |             | kiesett  | kiesett  | kiesett  | kiesett       | kiesett       |
| Filbert Bayi                                          | 3000 m akadály  | 8:41,4   | 9.       | 31.*     |             |             |             |          |          |          | kiesett       | kiesett       |
| Julius Wakachu                                        | Maraton         |          |          |          |             |             |             |          |          |          | nem ért célba | nem ért célba |
| Obedi Mwanga Norman Chihota Claver Kamanya Hamad Ndee | 4 × 100 m váltó | 41,07    | 6.       | 22.      |             |             |             | kiesett  | kiesett  | kiesett  | kiesett       | kiesett       |
| Hamad Ndee Obedi Mwanga Omari Abdallah Claver Kamanya | 4 × 400 m váltó | 3:10,1   | 6.       | 18.      |             |             |             |          |          |          | kiesett       | kiesett       |

* - egy másik versenyzővel azonos időt ért el

## Ökölvívás
| Versenyző         | Versenyszám  | Selejtező         | 32-es főtábla                          | Nyolcaddöntő               | Negyeddöntő       | Elődöntő          | Döntő             | Helyezés |
| Versenyző         | Versenyszám  | Ellenfél Eredmény | Ellenfél Eredmény                      | Ellenfél Eredmény          | Ellenfél Eredmény | Ellenfél Eredmény | Ellenfél Eredmény | Helyezés |
| ----------------- | ------------ | ----------------- | -------------------------------------- | -------------------------- | ----------------- | ----------------- | ----------------- | -------- |
| Bakari Seleman    | Papírsúly    |                   | Kim Ugil (Kim U-gil) (PRK) · RSC       | kiesett                    | kiesett           | kiesett           | kiesett           | 17.      |
| Saidi Tambwe      | Légsúly      | erőnyerő          | Ju Dzsongman (Yu Jong-man) (KOR) · 0-5 | kiesett                    | kiesett           | kiesett           | kiesett           | 17.      |
| Flevitus Bitegeko | Harmatsúly   | erőnyerő          | Marian Lazăr (ROU) · 0-5               | kiesett                    | kiesett           | kiesett           | kiesett           | 17.      |
| Habibu Kinyogoli  | Pehelysúly   | erőnyerő          | Soth Sun (CAM) · 5-0                   | Antonio Rubio (ESP) · 0-5  | kiesett           | kiesett           | kiesett           | 9.       |
| Robert Mwakosya   | Kisváltósúly |                   | Zvonimir Vujin (YUG) · RSC             | kiesett                    | kiesett           | kiesett           | kiesett           | 17.      |
| Mbwana Mkanga     | Váltósúly    | erőnyerő          | Vartex Parsanian (IRI) · 0-5           | kiesett                    | kiesett           | kiesett           | kiesett           | 17.      |
| Titus Simba       | Középsúly    |                   | erőnyerő                               | Reima Virtanen (FIN) · 2-3 | kiesett           | kiesett           | kiesett           | 9.       |
| Samson Laizer     | Félnehézsúly |                   | Guglielmo Spinello (ITA) · KO          | kiesett                    | kiesett           | kiesett           | kiesett           | 17.      |